# Système mondial d’observation du climat
Le Système mondial d’observation du climat ou SMOC, plus connu sous son appellation anglaise GCOS (Global Climate Observing System) est une organisation internationale non gouvernementale affiliée aux Nations unies  dont l'objectif est le développement d'un système de collecte des observations et des informations nécessaires qui d'une part permet  de modéliser le climat de la planète et son évolution et d'autre part de mettre à disposition ces informations à disposition de tous les utilisateurs potentiels.
Cet organisme a son siège à Genève. Il s'agit d'un organisme scientifique qui traduit ces objectifs par  des normes et des préconisations diffusés auprès de l'ensemble des organisations concernées par le recueil et l'exploitation des données climatiques. Il est co-parrainé par l'Organisation météorologique mondiale (OMM), la Commission océanographique intergouvernementale (COI) de l'UNESCO, le Programme des Nations unies pour l'environnement (PNUE) et le Conseil international pour la science (ICSU).

## Historique
Le SMOC, a été créé en 1992 à l'issue de la deuxième conférence sur le climat,  à l'initiative de l'Organisation météorologique mondiale (OMM), de la Convention Climat (UNFCCC) pour la surveillance à long terme du climat, de la Commission océanographique intergouvernementale de l’UNESCO du Programme des Nations unies pour l'environnement (PNUE) et le Conseil international pour la science.  

## Mission
Les données sur le climat sont collectées par un grand nombre de systèmes d'observation et de réseaux de collecte nationaux et internationaux. La mission du SMOC est de s'assurer que, prises ensemble, ces données permettent de disposer d'une vision complète du climat de la planète adaptée aux besoins des différents utilisateurs : organisations nationales et internationales, institutions, agences et individus.  
Les objectifs du plan de 2016 du SMOC sont  : 
- Faire en sorte que soit assurée une surveillance continue du système climatique
- Affiner la prévision mondiale, régionale et locale du climat sur de longues échéances  par le biais d'une couverture des observations plus étendue, de l'évolution des exigences concernant les variables climatologiques essentielles, et l'amélioration de la compréhension des cycles climatiques
- Favoriser l’adaptation aux évolutions climatiques
- Améliorer la diffusion des informations auprès des utilisateurs
- Améliorer la communication sur l'état du climat.

## Les variables climatologiques essentielles
Le SMOC / GCOS a identifié 55 variables climatologiques essentielles (VCE, en anglais ECVs pour Essential Climate Variables) réunissant les trois propriétés suivantes: 
- Pertinence: la variable permet de caractériser le climat et ses changements, en alignement avec les besoins de l'UNFCCC et d'autres parties prenantes pour caractériser les cycles de l'eau, du carbone et de l'énergie
- Faisabilité: l'observation ou le calcul de la variable à l'échelle globale est techniquement faisable en utilisant des méthodes éprouvées et scientifiquement robustes
- Coût: produire et archiver les données de la variable est abordable, en s'appuyant principalement sur des systèmes d'observation qui utilisent des technologies éprouvées et en valorisant si possible des jeux de données historiques

Exemple de VCE : vitesse et direction du vent en surface. Fréquence des observations : 3 heures, résolution spatiale : 10 km, précision de la mesure : 0,5 m/s

### Document de référence
- Organisation météorologique mondiale, Plan 2016 de mise en œuvre du SMOC, OMM, 2016, 326 p. (lire en ligne)